# Johann Friedrich Herbart
Johann Friedrich Herbart (Oldenburg, 4 de mayo de 1776 - Gotinga, 14 de agosto de 1841) fue un filósofo, psicólogo y pedagogo alemán. Herbart figuró como uno de los personajes constituyentes de la agitación intelectual de Alemania, esencialmente en lo que respecta a las primeras décadas del siglo XIX. Su filosofía se caracterizó por manifestar una sólida postura de crítica frente al idealismo romántico de Fichte, Schelling y Hegel. En virtud a lo cual, optó por suscitar una actitud realista que se substraía en torno a los supuestos legados por Kant, lo que es, tomando como fundamento discursivo los conceptos de experiencia kantianos y proyectándose a la realidad fenoménica. En consecuencia, es considerado un representante del movimiento neokantista.

## Vida
Después de estudiar como discípulo de Fichte en Jena, impartió sus primeras clases de filosofía como profesor en la Universidad de Gotinga en torno a 1805, cargo que abandonó para ocupar la cátedra dejada por Kant en Königsberg. Allí estableció y dirigió un seminario de pedagogía hasta 1833, año en que volvió a Gotinga, lugar en el que permaneció como profesor de filosofía hasta su muerte. La clara teoría de sus pensamientos se refleja en su vida. Fue un excelente pedagogo, que destacó por sus grandes aportes a la educación especial, luchó por la reforma liberal y desencadenó una de las más grandes controversias sobre aprendizaje empírico,
buscó no solo explorar los problemas educativos desde una perspectiva teórica sino con apoyo de la experiencia.

## Filosofía
La Filosofía, de acuerdo con Herbart, empieza con la reflexión sobre conceptos empíricos, y consiste en la reformulación y elaboración de los mismos. Sus tres divisiones primarias están determinadas como formas distintivas de elaboración.
La Lógica es la primera división.
La Metafísica es la segunda división.
La Estética es la tercera.

## Psicología
Una de las principales aportaciones de Herbart se dio en el campo de la psicofísica, al proponer la existencia de un umbral mínimo para los estímulos, término que designa la mínima intensidad que un estímulo debe tener para ser perceptible. Sus ideas fueron la base de los estudios de Ernst Heinrich Weber y de Wilhelm Wundt.

## Pedagogía
Se le considera el padre de la pedagogía científica; su pedagogía general es deducida de la idea de educación. Esbozó un curso de pedagogía Manuales de la filosofía influido por Rousseau y Pestalozzi. Se le puede considerar un filósofo relativista optimista y científico. Considera el alma humana como una hoja en blanco. Cree que no hay ideas innatas pero sí una capacidad humana (moral).
Herbart influyó a su vez en autores como John Dewey y su escuela-laboratorio; para él la educación nos lleva a la moral y esta a su vez nos lleva a la virtud, que propicia la paz del alma.